# Kelpie

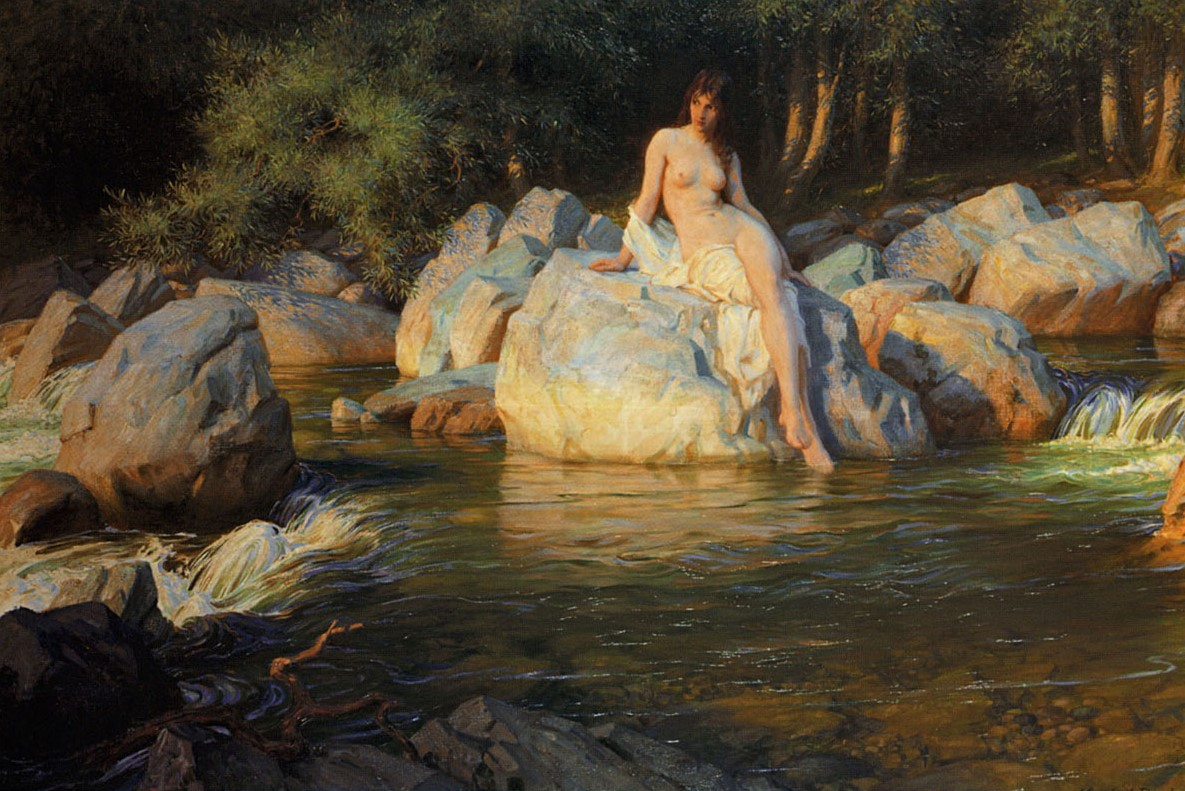
The Kelpie di Herbert James Draper (1913)

Il kelpie è uno spirito maligno in grado di assumere la forma di un cavallo bianco e proviene dal folclore celtico, e si crede infesti i laghi ed i fiumi della Scozia e dell'Irlanda. È presente anche nel folclore scandinavo, dove è noto con il nome di Bäckahästen (il cavallo di fiume), e nell'Isola di Man, dove è noto con il nome di Alastyn.

## Storia e mitologia
In Scandinavia, il cavallo di fiume è una variante delle Nix, uno spirito d'acqua che assume forma umana. Esso viene spesso descritto come un magnifico cavallo bianco che appare in prossimità dei fiumi, soprattutto nelle giornate nebbiose; si riconosce subito dalla coda e dalla criniera bagnata. Chiunque vi monti in groppa non è più in grado di scendere. Il cavallo salta allora nel fiume gettando in acqua il suo passeggero. Questo demone a volte si presenta con tanto di finimenti e aratro al seguito, forse come ulteriore tentazione nei confronti degli esseri umani. Il kelpie appare a volte in forma di un uomo molto villoso in grado di afferrare i malcapitati viaggiatori e stritolarli, ma il più delle volte esso prende la forma di un mite cavallo bianco. In tale forma esso cerca di convincere i viandanti a montargli in groppa per poi disarcionarli o trascinarli in acqua. Fatto questo il kelpie scompare provocando enormi lampi toccando l'acqua con la sua coda. Esso a volte si accoppia con i normali cavalli ed i puledri così ottenuti sono dei cavalli straordinariamente veloci. Il kelpie è anche in grado di preannunciare l'avvento di una tempesta segnalandola con ululi e lamenti, per questo si dice che a volte può anche rivelarsi un essere benevolo. La tradizione popolare afferma che chiunque sia in grado di imbrigliare un kelpie cavalcherà magnificamente per tutta la vita.
In Australia, non è altrettanto benevolo, poiché non si limita a essere burlone, infatti spesso divora il malcapitato dopo averlo trascinato in acqua, e questo può succedere anche in mare.

## La spiegazione naturalistica
Secondo il naturalista svedese Bengt Sjögren, le attuali leggende di avvistamenti di mostri lacustri e fluviali come quello del celebre Mostro di Loch Ness sono associabili alle antiche leggende dei kelpie. Sjögren afferma che le leggende su queste creature sono mutate nel corso del tempo, mentre gli antichi racconti parlavano di apparizioni di esseri simili a cavalli, essi sono ora diventati degli esseri più “realistici” e “moderni” e si sono adeguati alla scoperta dei dinosauri e dei grandi rettili acquatici. Per questo motivo gli animali leggendari di oggi sono molto spesso identificabili con animali preistorici come il Plesiosauro.

## Kelpie nella letteratura
Nel romanzo Water Horse - La leggenda degli abissi si parla di un kelpie di nome "Crusoe" che diventerà il ben più famoso Nessie. Inoltre, nel bestiario immaginario Gli animali fantastici: dove trovarli, Newt Scamandro scrive che il Mostro di Loch Ness è effettivamente un kelpie che si diverte a prendere in giro i babbani.
I romanzi della scrittrice francese Amélie Divil, Le gardien des lochs e Né dans un Loch, affrontano la leggenda dei kelpie e di Each Uisge come una storia contemporanea.

## Kelpie nell'arte

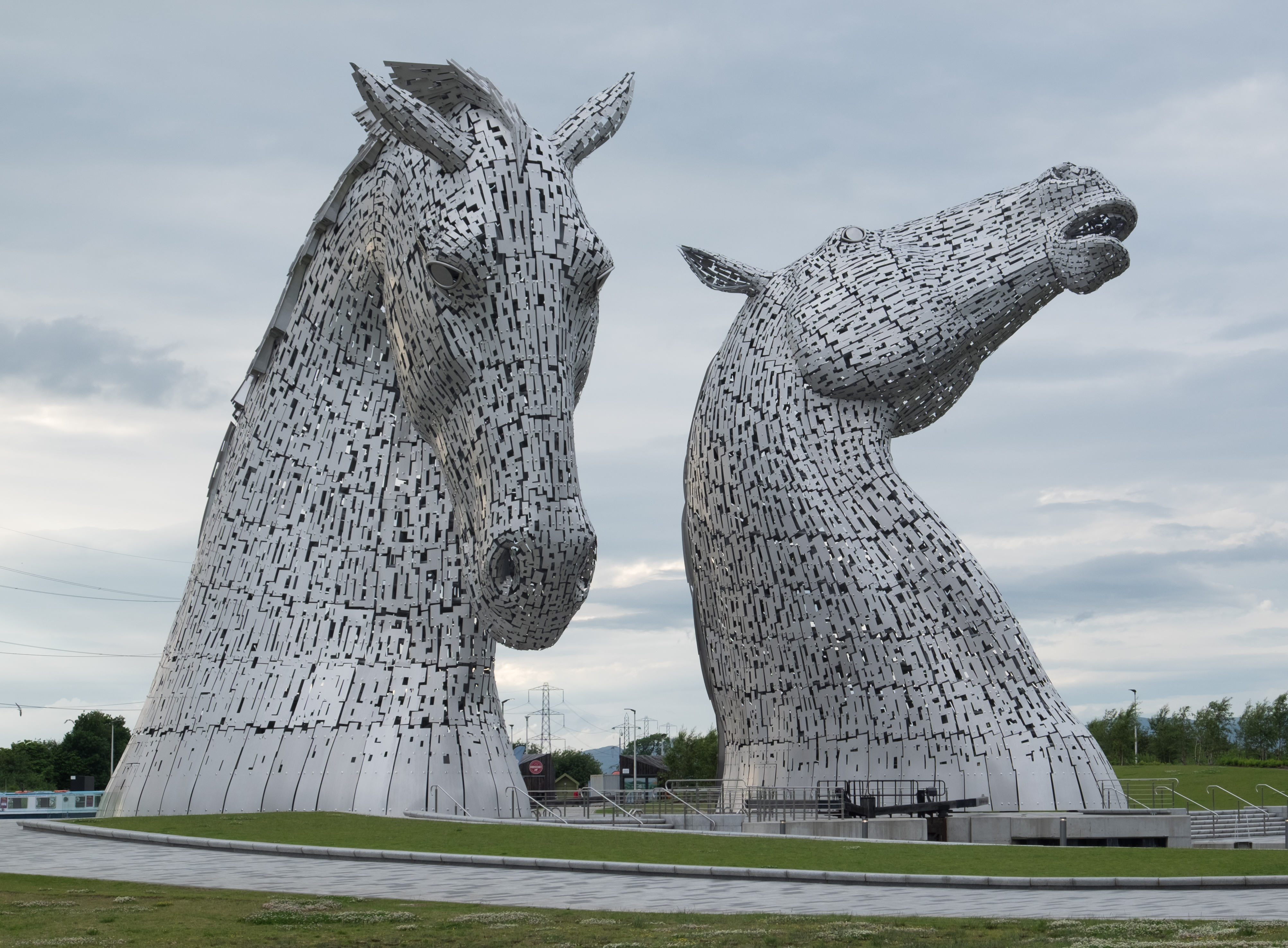
The Kelpies, opera dello scultore scozzese Andy Scott

Le pietre pitte risalenti al VI-IX secolo d.C., raffiguranti quella che è stata denominata Bestia Pitta, potrebbero essere le prime rappresentazioni di un kelpie o di una creatura simile a un kelpie.
L'artista dell'età vittoriana Thomas Millie Dow disegnò il kelpie nel 1895 come una malinconica fanciulla dai capelli scuri seduta su una roccia, una rappresentazione comune per gli artisti di quel periodo, come la pittura a olio The Kelpie (1913) di Herbert James Draper.
La professoressa Nicola Bown ha sostenuto che pittori come Millie Dow e Draper abbiano deliberatamente ignorato le precedenti narrazioni sui kelpie e li abbiano reinventati alterandone il sesso e la natura.
A Grangemouth, di fianco della Motorway M9, sono state installate due sculture in acciaio di 30 metri di altezza, progettate dallo scultore scozzese Andy Scott, raffiguranti due teste equine e denominate The Kelpies, in riferimento alla creatura mitica da associare alla forza e alla resistenza del cavallo. L'installazione è stata completata nell'ottobre 2013 e le sculture sono state aperte al pubblico dall'aprile 2014.

## Kelpie nella cinematografia
Il film Tir-na-nog (È vietato portare cavalli in città) (Into the West), diretto da Mike Newell, racconta la storia di due giovani fratelli (Ossie e Tito) e di una giumenta bianca (il kelpie).